# Svobodní
Svobodní (traducibile in "Libertari"), conosciuto fino al 2019 come Partito dei Liberi Cittadini (in ceco: Strana svobodných občanů), è un partito politico ceco liberale, liberal-conservatore, libertario di destra ed euroscettico.

## Ideologia
Il partito può essere descritto come libertariano, contrario all'alto coinvolgimento del governo nell'economia e nelle vite personali e contrario alla centralizzazione del potere politico. I suoi sostenitori aderiscono spesso alla Scuola di economia austriaca. Mirano a ridurre le aliquote fiscali, limitare il più possibile la redistribuzione statale della ricchezza e ad introdurre un emendamento costituzionale che imponeva il pareggio di bilancio. Il partito ritiene che il ridimensionamento del governo lascerebbe meno opportunità di corruzione, un grande problema nella politica ceca.

## Storia
Il partito venne fondato nel 2009 da Petr Mach. I suoi obiettivi principali sono quelli di ridurre la burocrazia e la redistribuzione del governo di denaro (tagli fiscali e la soppressione delle sovvenzioni) e offset bilancio dello Stato, ivi compreso il divieto costituzionale sui prestiti. Il partito è caratterizzato euroscetticismo, si oppone all'introduzione dell'euro nel 2009, ha rifiutato l'approvazione del Trattato di Lisbona e dopo la sua adozione ha cominciato a promuovere un referendum sulle prestazioni della Repubblica Ceca nell'Unione europea. Il simbolo del logo è un montone bianco su un campo verde, o rappresentato a colori invertiti.
Il partito fa parte dell'Alleanza Internazionale dei Partiti Libertariani e di Interlibertarians. Ha raggiunto il suo massimo risultato alle europee del 2014, ottenendo il 5,24% dei voti ed eleggendo un europarlamentare, Petr Mach, che si è affiliato al gruppo Europa della Libertà e della Democrazia Diretta. Alle europee del 2019 e del 2024 non ha ottenuto nessun europarlamentare.

## Risultati elettorali
| Elezione          | Voti    | %    | Seggi   |
| ----------------- | ------- | ---- | ------- |
| Europee 2009      | 29.846  | 1,27 | 0 / 22  |
| Parlamentari 2010 | 38.897  | 0,74 | 0 / 200 |
| Parlamentari 2013 | 122.564 | 2,46 | 0 / 200 |
| Europee 2014      | 79.540  | 5,24 | 1 / 21  |
| Parlamentari 2017 | 79.229  | 1,56 | 0 / 200 |
| Europee 2019      | 15.492  | 0,65 | 0 / 21  |
| Parlamentari 2021 | 148.463 | 2,76 | 0 / 200 |
| Europee 2024      | 52.408  | 1,76 | 0 / 21  |